# Alexios I av Trapezunt
Alexios I Megas Komnenos, född 1182, död 1 februari 1222, var mellan 1204 och 1222 den förste kejsaren av Trapezunt. Han var son till Manuel Komnenos och sonson till Andronikos I Komnenos, den siste bysantinske kejsaren av komnenernas ätt, som 1185 störtades och dödades av Isaak II Angelos. Hans mor, Rusudan, var dotter till den georgiska kungen Giorgi III.